# Daniel Fuzato
Daniel Cerantola Fuzato (Santa Bárbara d'Oeste, 4 luglio 1997) è un calciatore brasiliano, portiere del Vasco da Gama.

## Caratteristiche tecniche
È dotato di grande reattività ed è molto abile nelle uscite basse. Inoltre è bravo anche nelle uscite dentro all’area di rigore, se la cava bene con i piedi e sa rinviare con precisione il pallone nella metà campo avversaria. Inizialmente è stato scelto come attaccante, ma non incideva; da quel momento ha deciso di diventare un portiere e sviluppa le sue caratteristiche nel calcio a 5, per poi passare nel campo più grande: il calcio a 11. Inoltre viene considerato una promessa del calcio brasiliano e si ispira fin da piccolo all'ex portiere Marcos.

## Carriera

### Club

#### Gli inizi
Cresciuto nel reparto giovanile del Palmeiras senza tuttavia debuttare in prima squadra.

#### Roma e Gil Vicente
Nel luglio 2018 viene acquistato dalla Roma: dapprima aggregato alla formazione Primavera, compie l'esordio in Serie A il 1º agosto 2020 disputando da titolare l'incontro vinto per 3-1 sul campo della Juventus.
Per la stagione successiva, dopo avere rinnovato il suo contratto con i giallorossi per un altro anno, viene prestato al Gil Vicente, militante in prima divisione portoghese. Tuttavia non trova spazio e nel gennaio 2021 fa ritorno a Roma. Qui fa il suo esordio in Coppa Italia il 19 gennaio, nella partita poi persa a tavolino 3-0 contro lo Spezia (inizialmente persa 2-4) a causa dell'espulsione del collega Pau López. Nel finale di campionato riesce a ritagliarsi (complici gli infortuni di López e Mirante) una maglia da titolare, tra cui il derby vinto 2-0 del 15 maggio, in cui fa una buona prestazione e mantiene la porta inviolata. In precedenza era riuscito a tenerla inviolata anche nel successo per 5-0 ai danni del Crotone. La stagione successiva resta nella capitale con il ruolo di secondo, vincendo la Conference League.

#### Ibiza e prestito al Getafe
Il 21 giugno 2022 firma un contratto con l'Ibiza. Il 5 luglio 2023 viene ceduto in prestito al Getafe.

#### Eibar
Il 10 luglio 2024 firma un contratto con l'Eibar, militante in seconda divisione.

#### Vasco da Gama
Il 7 gennaio 2025 viene acquistato dai brasiliani del Vasco da Gama.

### Nazionale
Fuzato ha rappresentato le nazionali brasiliane Under-20 e Under-23 a livello giovanile (ottenendo una presenza con ciascuna), ed è stato chiamato dalla nazionale maggiore nel 2019, senza tuttavia disputare una partita.

## Statistiche

### Presenze e reti nei club
Statistiche aggiornate al 10 luglio 2024.
| Stagione         | Squadra          | Campionato       | Campionato | Campionato | Coppe nazionali | Coppe nazionali | Coppe nazionali | Coppe continentali | Coppe continentali | Coppe continentali | Altre coppe | Altre coppe | Altre coppe | Totale | Totale |
| Stagione         | Squadra          | Comp             | Pres       | Reti       | Comp            | Pres            | Reti            | Comp               | Pres               | Reti               | Comp        | Pres        | Reti        | Pres   | Reti   |
| ---------------- | ---------------- | ---------------- | ---------- | ---------- | --------------- | --------------- | --------------- | ------------------ | ------------------ | ------------------ | ----------- | ----------- | ----------- | ------ | ------ |
| 2017             | Palmeiras        | A1/SP+A          | 0+0        | 0          | CB              | 0               | 0               | CL                 | 0                  | 0                  | -           | -           | -           | 0      | 0      |
| 2018             | Palmeiras        | A1/SP+A          | 0+0        | 0          | CB              | 0               | 0               | CL                 | 0                  | 0                  | -           | -           | -           | 0      | 0      |
| Totale Palmeiras | Totale Palmeiras | Totale Palmeiras | 0+0        | 0          |                 | 0               | 0               |                    | 0                  | 0                  |             | -           | -           | 0      | 0      |
| 2018-2019        | Roma             | A                | 0          | 0          | CI              | 0               | 0               | UCL                | 0                  | 0                  | -           | -           | -           | 0      | 0      |
| 2019-2020        | Roma             | A                | 1          | -1         | CI              | 0               | 0               | UEL                | 0                  | 0                  | -           | -           | -           | 1      | -1     |
| 2020-gen. 2021   | Gil Vicente      | PL               | 0          | 0          | CP+CdL          | 0+0             | 0               | -                  | -                  | -                  | -           | -           | -           | 0      | 0      |
| gen.-giu. 2021   | Roma             | A                | 5          | -7         | CI              | 1               | -1              | UEL                | 0                  | 0                  | -           | -           | -           | 6      | -8     |
| 2021-2022        | Roma             | A                | 0          | 0          | CI              | 0               | 0               | UECL               | 1                  | -2                 | -           | -           | -           | 1      | -2     |
| Totale Roma      | Totale Roma      | Totale Roma      | 6          | -8         |                 | 1               | -1              |                    | 1                  | -2                 |             | -           | -           | 8      | -11    |
| 2022-2023        | Ibiza            | SD               | 37         | -59        | CR              | 0               | 0               | -                  | -                  | -                  | -           | -           | -           | 37     | -59    |
| 2023-2024        | Getafe           | PD               | 1          | -2         | CR              | 2               | -1              | -                  | -                  | -                  | -           | -           | -           | 3      | -3     |
| 2024-2025        | Eibar            | SD               | 7          | -7         | CR              | 0               | 0               | -                  | -                  | -                  | -           | -           | -           | 7      | -7     |
| Totale carriera  | Totale carriera  | Totale carriera  | 51         | -76        |                 | 3               | -2              |                    | 1                  | -2                 |             | -           | -           | 55     | -80    |

## Palmarès

### Club

#### Competizioni internazionali
- UEFA Conference League: 1

Roma: 2021-2022